# Argyrosaurus
Argyrosaurus superbus
Genre
Espèce
Argyrosaurus superbus est un genre éteint de dinosaures sauropodes, un titanosaure qui a vécu à la fin du Crétacé supérieur en Argentine.
Une seule espèce est rattachée au genre, Argyrosaurus superbus, décrite par Richard Lydekker en 1893.

## Découverte

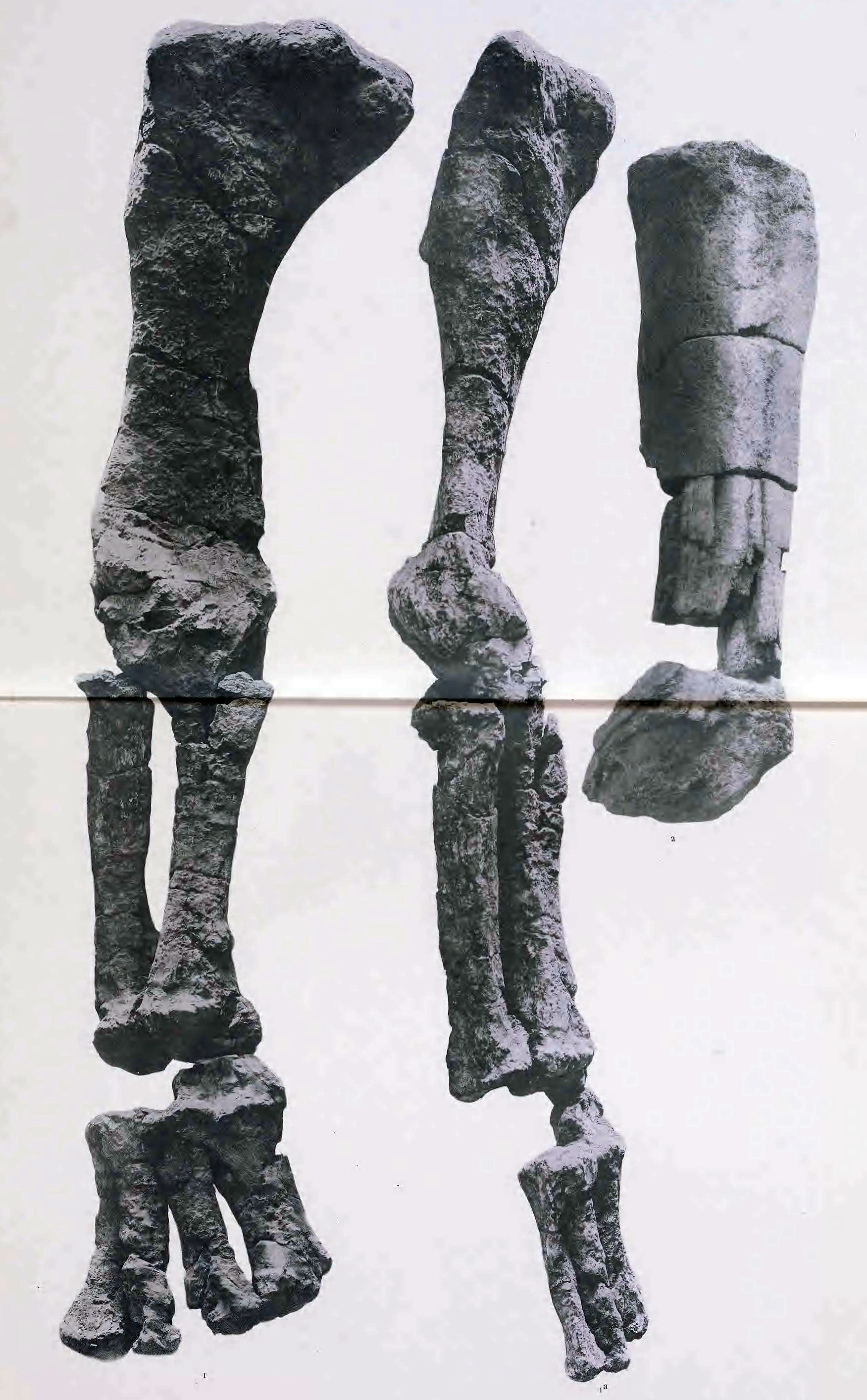
Fossiles holotypes des pattes avant d'Argyrosaurus superbus, et fémur (MLP 21) attribué également à l'espèce.

Les restes fossiles d'Argyrosaurus ont été découverts par F. Ameghino en 1889 dans la formation géologique de Lago Colhué Huapi dans la province de Chubut située en Patagonie.
L'holotype est composé des os des pattes avant gauches, répertoriés MLP 77-V-29-1 et découverts dans un niveau stratigraphique daté de la base du Maastrichtien supérieur, soit il y a environ 69 Ma (millions d'années),. Ces os sont l'humérus, l'ulna, le radius et ses cinq métacarpes.
Lydekker a également attribué, dans la même publication, un fémur gauche de la province de Chubut, MLP 21, ainsi que deux vertèbres caudales, MLP 22, de la province de Santa Cruz également en Argentine,.

## Description

Silhouette d'Argyrosaurus (taille hypothétique, comparée à celle des humains). Os découverts positionnés en blanc.

Argyrosaurus est un sauropode de taille moyenne selon Gregory Paul en 2010, qui estime sa longueur totale à 17 m, pour une masse de 12 tonnes Cependant, en 2011, Thomas Holtz donne une évaluation très supérieure, de 28 m de long, pour une masse de l'ordre de 42 tonnes.
Il se distingue des autres genres de titanosaures par ses arcs vertébraux très hauts, et courts. L'ulna et le radius sont robustes et les métacarpes sont longs, une caractéristique des Macronaria. L'ulna porte, au niveau de sa tête supérieure, une pointe osseuse qui confirme l'appartenance du genre aux Titanosauria. L'humérus montre une épiphyse proximale de forme rectangulaire, similaire à celles des titanosaures Saltasaurus et Opisthocoelicaudia.

## Classification
Le paléontologues le classent comme un Titanosauria, sans le placer dans une famille précise,.